# Theomnestes
Theomnestes (* um 380 v. Chr.), Sohn des Deinias aus dem Demos Athmonon, war ein Athener Bürger. Er ist bekannt als nomineller Ankläger eines Gerichtsverfahrens, dessen Anklagerede im Kanon der Werke des Demosthenes (Pseudo-Demosthenes 59) überliefert wurde.
Theomnestes war durch die Hochzeit einer seiner Schwestern Schwager des reichen Redners und Politikers Apollodoros. Die familiäre Bindung wurde, wie damals nicht ungewöhnlich, durch eine Ehe zwischen einer Tochter aus der Verbindung seiner Schwester und Apollodoros vertieft. Für seinen Schwager und Schwiegervater trat Theomnestes zwischen 343 und 340 v. Chr. als Ankläger gegen Neaira in einem Prozess auf. Allen Beobachtern musste klar sein, dass Theomnestos nur der Stellvertreter des Apollodoros war. Indirekt gab er das in der Eröffnung der Rede auch zu. Er gab an, die Klage gegen Neaira vorzubringen, um damit deren Lebensgefährten Stephanos zu treffen, der vorgeblich mit seinen in den Jahren zuvor eingebrachten Klagen gegen Apollodoros die Familie fast ruiniert habe.
Die Verfahrenseröffnung durch Theomnestes war eine taktische Finte von Apollodoros. Der Ausgang von Verfahren vor athenischen Gerichten war nicht immer vorhersehbar, da die Gerichte aus ausgelosten Laienrichtern bestanden, die mit einer Rede des Anklägers, der Verteidigung und eventuellen Zeugenaussagen (zur Zeit des angesprochenen Prozesses konnten diese jedoch nur den Ausführungen des Anklägers oder Verteidigers zustimmen oder widersprechen, nicht jedoch eigene Aussagen machen) überzeugt werden mussten. Gefährlich war dabei, dass ein Ankläger neben einer Konventionalstrafe von 1000 Drachmen, die zu zahlen waren, wenn nicht mindestens 10 % der Richter überzeugt wurden, wahrscheinlich auch ein Verbot, für eine bestimmte Zeit Prozesse zu führen, riskieren musste. Da Apollodoros häufig Prozesse führte, konnte er sich es nicht leisten, eine solche Strafe zu erhalten. Somit trug sein Schwager und Schwiegersohn Theomnestes das Risiko des Prozesses.
Doch dieser musste nicht die gesamte Klageschrift vortragen, sondern gab nach gut einem Zehntel der Rede an Apollodoros ab, da dieser als der synegoros (befreundeter oder verwandter Prozesshelfer) sowohl in der Rede wie auch in den Gesetzen der Stadt besser bewandert war. Die Rede war zuvor ohnehin von Apollodoros verfasst.